# Universal Studios Japan
Universal Studios Japan is een attractiepark in de Japanse plaats Osaka. Het opende 31 maart 2001 en is onderdeel van Universal Parks & Resorts. Het attractiepark ontving in 2019 14,5 miljoen bezoekers, waarmee het op de vijfde plaats van best bezochte attractieparken ter wereld stond en is na Tokyo Disneyland het best bezochte attractiepark van Azië. In 2020 was het dankzij de coronacrisis zelfs het op een na best bezochte attractiepark ter wereld.

## Themagebieden
New York

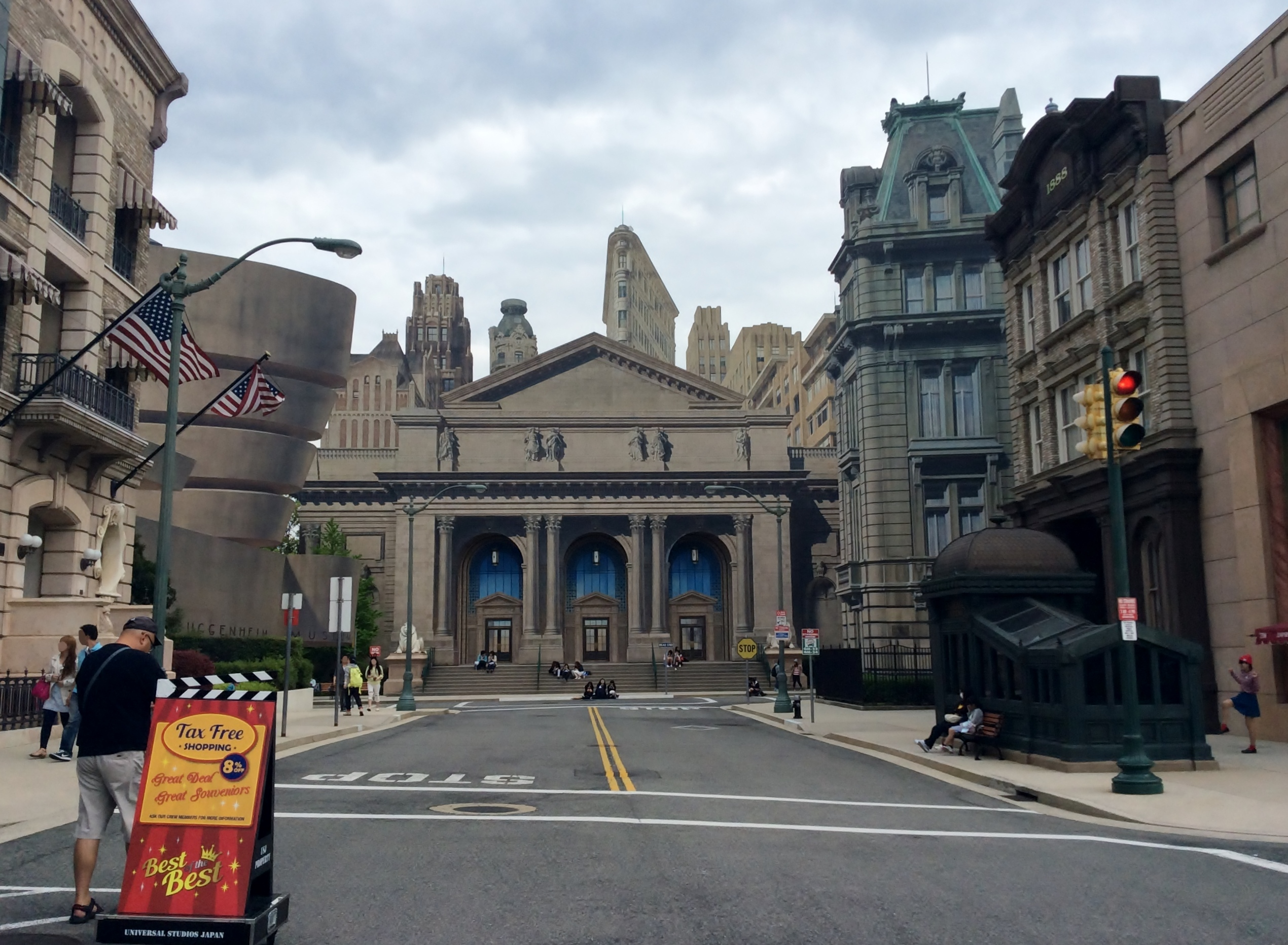
Diverse decoratie

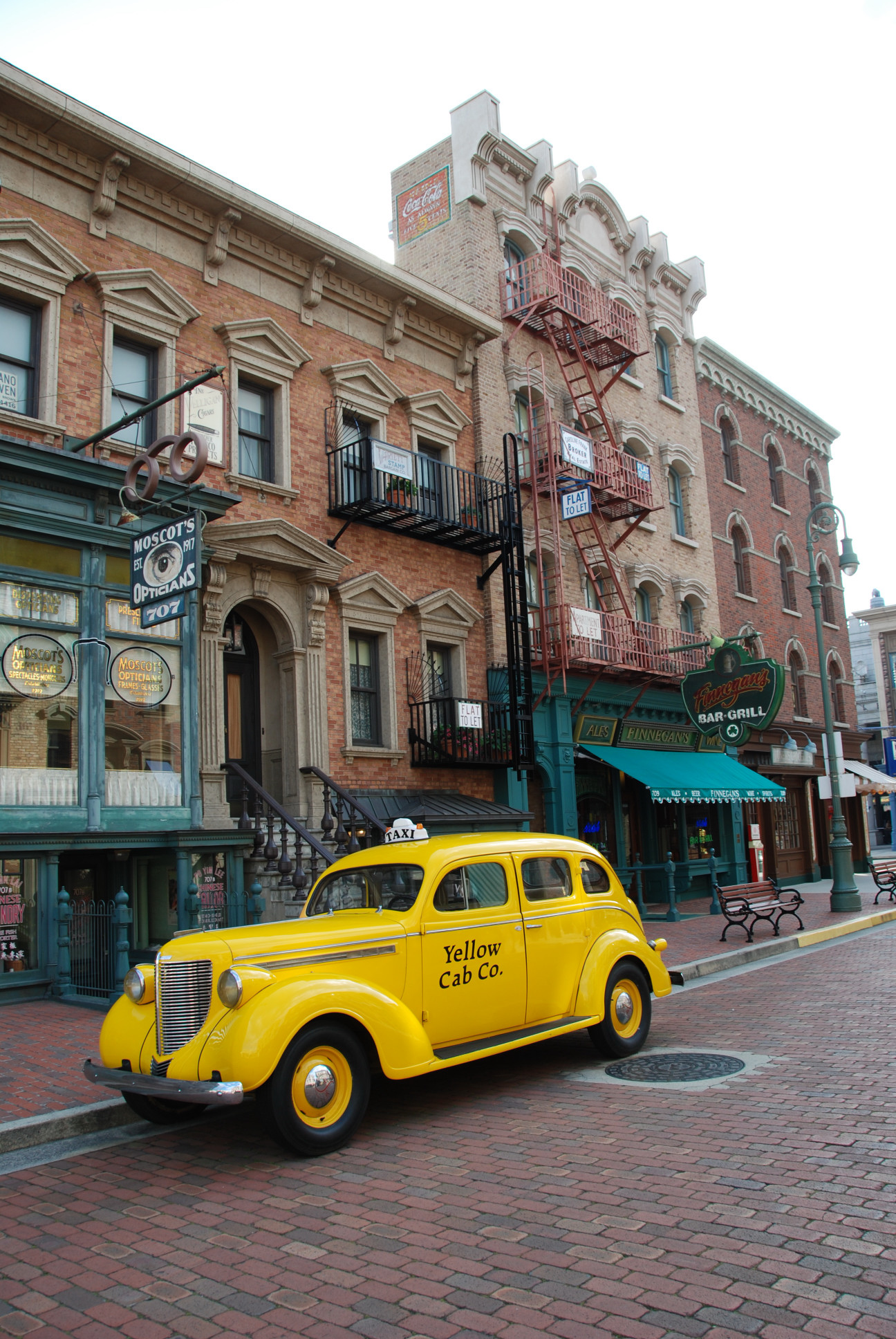
Het themagebied New York

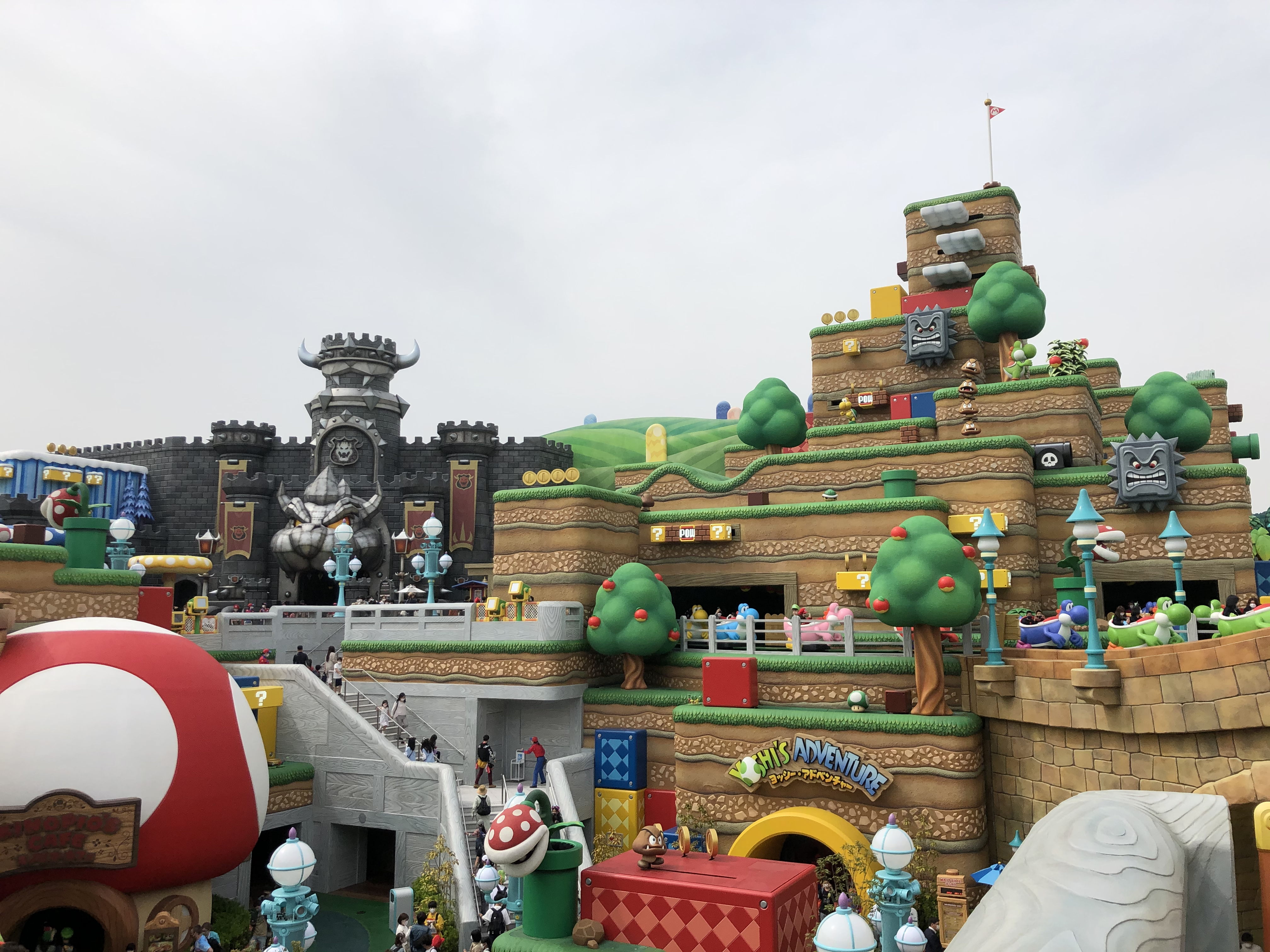
Super Nintendo World

Dit themagebied is gebaseerd op de stad New York en telt twee attracties: The Amazing Adventures of Spider-Man en T2 3-D: Battle Across Time.
Hollywood
Dit themagebied staat in het teken van de Amerikaanse wijk Hollywood. Er zijn diverse attracties te vinden zoals: Space Fantasy – The Ride, Shrek 4-D en Sesame Street 4-D Movie Magic en de achtbaan Hollywood Dream – The Ride.
San Francisco
Het themagebied San Francisco is gebaseerd op de Amerikaanse stad San Francisco. Er staat een attractie: Backdraft.
Jurassic Park
Dit themagebied staat in het teken van de filmreeks Jurassic Park. Er zijn twee attracties te vinden die naar de films verwijzen: Jurassic Park: The Ride en The Flying Dinosaur.
The Wizarding World of Harry Potter
Universal Wonderland
Dit themagebied bevat drie kleinere themagebieden: Snoopy Studios, Sesame Street Fun Zone en Hello Kitty's Fashion Avenue. De attracties en het entertainment zijn gericht op jonge kinderen.
WaterWorld
Dit themagebied telt een attractie: Waterworld: A Live Sea War Spectacular.
Amity Village
In Amity Village staat de attractie Jaws
Super Nintendo World